# متلازمة جشوند
مُتَلَازِمَةُ جَشْوِنْد (تُقرأ: گشوند؛ بالإنكليزيّة: Geschwind's Syndrome): مجموعة مِن التّظاهرات السّلوكيّة الّتي تترافق مع صرع الفصّ الصّدغيّ عند بعض المصابين. لصرع الفصّ الصّدغيّ تبعاتٌ كتبدلاتٍ متوسّطة الشّدّة ومزمنة تطرأ على شخصيّة المريض في الفترة بين النّشبات (أي: الفترة بين كلّ نوبتَين صرعيّتَين متتاليتَين)، والّتي تزداد سوءاً مع الوقت.
تتضمّن متلازمة جشوند توليفة مِن خمس تغيّرات رئيسيّة: هايبرغرافيا، إطناب، فَرط التّديّن، حياة فكريّة مكثَّفة، وجِنسانيّة غير اعتياديّة (غالباً هبوط الشّهوة). لا يُشترط في التّشخيص تظاهر الأعراض كلّها، وليس جميع مرضى الصّرع أو صرع الفصّ الصّدغيّ يُبدون علامات لمتلازمة جشوند.
يُعدّ نورمان جشوند (Norman Geschwind) مِن أوائل الشّخصيّات الّذين وصفوا الأعراض، إذ نَشَر عن الموضوع بإسهاب مِن 1973 حتّى 1984، فانتسب اسم المتلازمة إليه.
هنالك جدلٌ حيالَ كون متلازمة جشوند اضطراباً عصبياً نفسياً حقيقياً.

## الأعراض

### هايبرغرافيا
الهايبرغرافيا (هايپرگرافيا) ميلٌ قهريّ ومُسهِب للكتابة أو الرّسم، لوحِظت كعرضٍ عند مرضى صرع الفصّ الصّدغيّ الّذين عانَوا مِن نوبات متعدّدة. أولئك الّذين يُبدون فرط الكتابة يُملُون اهتماماً بالغاً في تفاصيل كتاباتهم، وقد يحتفظ بعضهم بمذكّرات توثّق تفاصيل دقيقة عن حيواتهم اليوميّة. يميل المصابون لامتلاكهم خطّ يد أعثر. في حالات معيّنة، قد تعكس هذه الكتابات اكتراثاً جسيماً بالقضايا الدينيّة، وفي حالات أخرى، تتبادى الهايبرغرافيا برغبة قهريٍة بالرّسم. تُبدي رسومات المصابين بالهايبرغرافيا مستوًى مرتفعاً مِن التّفاصيل والتّمحيص، وعادةً ما يحصل مزيجٌ مدموج من رسومات وكلمات.
أظهَرَ فيودور دوستويڤسكي، الرّوائيّ الرّوسيّ الشّهير، أعراض متلازمة جشوند ومِن ضمنها الهايبرغرافيا.

### إطناب
يَنزع المعانون من الإطناب (أو الإسهاب) إلى استرسال مطوّل في محادثاتهم لفترات مديدة، وإلى إعادة تكرار أفكارهم.

### فرط التّديّن
يُظهر بعض المصابين بمتلازمة جشوند أمَارات لِتديّنٍ مُفرِط (مرتفع)، غالباً ما تكون سماته نزعات فلسفيّة وأحاسيس دينيّة زائدة ومحتدمة.
عند المصابين بالصّرع البؤريّ أو الجزئيّ (في هذا السّياق: صَرَع الفَصّ الصَّدْغِيّ البُؤَرِيّ)، تتراودهم هالات يغلب الطّابع اللّاهوتيّ في صفتها، فتشتدّ الحالة الرّوحانيّة للمُختبِر أثناء النّشبة أو بين النّشبات. يمكن لهذه الأحاسيس الدينيّة أنْ تحفّز المعتقدات ضمن أي دين، كالمسيحيّة، الإسلام، أو الڤودو. كذلك، قد تَلزَم عن بعض تلك الهالات تجارب انتشائيّة (مسرّة عظيمة). يُزعَم أنّ عديداً مِن قادة الأديان راودهم النّمط هذا مِن الصّرع.
إضافةً لما سلف، وعند أفراد نشؤوا ضمن أسس دينيٍة قويّة، قد يتظاهر فرط التّديّن على شكل إلحاد (لاألوهيّة) جوهريّ يُلمَس في الصّميم. يمكن لبعض المرضى أن يُضمِروا مشاعرهم — إن سُئِلوا فيما لو كانوا متديّنِين يُجيبوا بالنّفي. كما مرّت حالات بدّل المرضى فيها أديانهم.
ذكرَت خُلاصةٌ لأحد المراجعِين أنّ: لا دليلَ دامغ على علاقة تربط صرع الفصّ الصّدغيّ مع فرط التّديّن.

### حياة فكريّة مُكثَّفة
قد يُبدي المصابون بمتلازمة جشوند حياة ذهنيّة مكثّفة، يتضمّن ذلك تجاوبات عاطفيّة وفكريّة عميقة. ولربّما يترافق هذا الميل مع هايبرغرافيا، فيودي بنتاجٍ إبداعيّ وفيرٍ ومَساعٍ وحيدة محتدمة (إطناب).

### جِنسانيّة غير اعتياديّة
يُظهر مرضى متلازمة جشوند معدّلات أعلى مِن الجِنسانيّة (الحياة الجنسيّة) غير الاعتياديّة أو المُتبدّلة. عند نصف المصابين تقريباً، تمّ تسجيل نقص الرغبة الجنسيّة، ولكن تمّت ملاحظة زيادة في الرغبة الجنسيّة على مستويات أقلّ شيوعاً.